# Na Loi
Na Loi là một xã thuộc tỉnh Nghệ An, Việt Nam. Xã được hình thành trên cơ sở sáp nhập xã Đoọc Mạy và xã Na Loi của huyện Kỳ Sơn trong đợt Sáp nhập tỉnh thành Việt Nam 2025.

## Địa lý
Xã Na Loi có vị trí địa lý:
- Phía Đông giáp xã Huồi Tụ và xã Bắc Lý;
- Phía Nam giáp xã Huồi Tụ và xã Nậm Cắn;
- Phía Tây giáp nước CHDCND Lào và xã Keng Đu;
- Phía Bắc giáp xã Keng Đu và xã Bắc Lý.

Xã Na Loi có diện tích tự nhiên 141,86 km².

## Hành chính và tên gọi
Xã Na Loi được thành lập theo Nghị quyết số 1678/NQ-UBTVQH15 của Ủy ban Thường vụ Quốc hội Việt Nam, ban hành ngày 16 tháng 6 năm 2025. Theo đó, sắp xếp toàn bộ diện tích tự nhiên, quy mô dân số của xã Đoọc Mạy và xã Na Loi thuộc huyện Kỳ Sơn trước đây thành một xã mới có tên gọi là xã Na Loi.
Sau sắp xếp xã có diện tích tự nhiên: 141,86 km², quy mô dân số: 4.321 người.